# Carl Daenzer

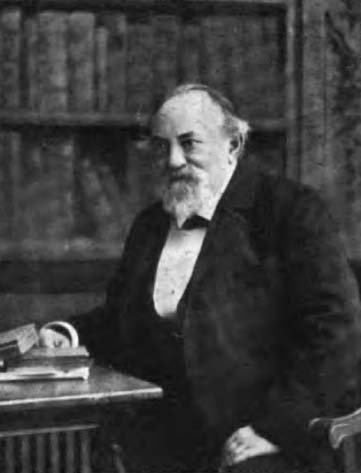
Carl Daenzer

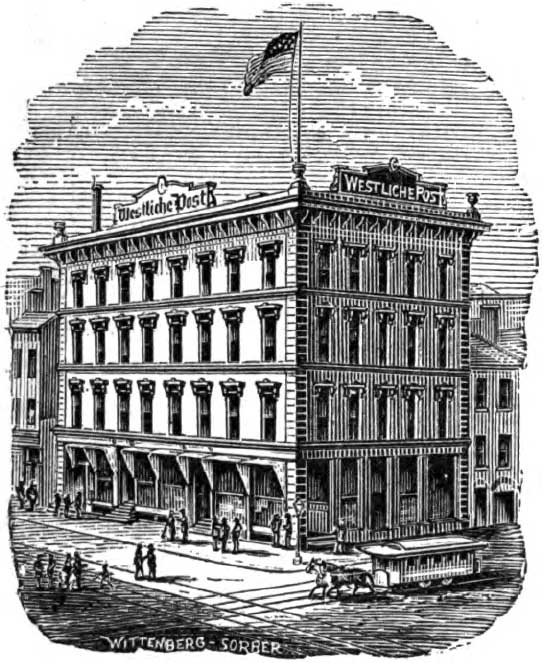
Redaktionsgebäude der Westlichen Post in St. Louis (1874)

Carl Daenzer, ursprünglich Carl/Karl Ludwig August Dänzer (* 17. Juli 1820 in Odenheim; † 23. September 1906 in Neckarsulm) war ein deutsch-amerikanischer Journalist und Publizist.

## Leben
Carl Dänzer war ein Sohn des Bürgermeisters von Odenheim. Er studierte Rechtswissenschaften an der Universität Freiburg im Breisgau und ab November 1840 an der Universität Heidelberg. Während seines Studiums wurde er 1841 Mitglied der Burschenschaft Euthymia Freiburg und war 1843 Mitgründer der Burschenschaft Walhalla Heidelberg. 1848 beteiligte er sich an der Badischen Revolution und wurde Abgeordneter der Badischen verfassunggebenden Versammlung von 1849. Vor den anrückenden preußischen Truppen floh er in die Schweiz. Als er 1852 wegen politischer Betätigung ausgewiesen wurde, wanderte er wie viele Forty-Eighters in die USA aus.
In St. Louis erhielt er vom Schriftsteller Heinrich Börnstein eine Anstellung als Redakteur der deutschsprachigen Zeitung Anzeiger des Westens. 1857 kündigte er wegen Meinungsverschiedenheiten mit Börnstein und gründete, unterstützt von Freunden, seine eigene Zeitung, die Westliche Post. Sie entwickelte sich schnell zu einer ernsthaften Konkurrenz für den Anzeiger. 1860 verließ Dänzer aus Gesundheitsgründen das Blatt und die USA und kehrte vorübergehend nach Deutschland zurück.
1862 kam er wiederum nach St. Louis. Inzwischen war Börnsteins Anzeiger eingegangen. Dänzer gründete den Neuen Anzeiger des Westens, der nach einer Weile wieder nur Anzeiger des Westens hieß.
1870 gelang es ihm, über eine Million US-Dollar zur Behandlung verwundeter deutscher Soldaten im Deutsch-Französischen Krieg zu sammeln. Im selben Jahr setzte er einen aus Deutschland importierten Schwarm von 20 Feldsperlingen in St. Louis aus, woraus sich eine bis heute nachweisbare Population entwickelte. 1885 bot ihm Präsident Grover Cleveland an, US-Botschafter in der Schweiz zu werden, was Dänzer aber ablehnte.
Am 1. Juni 1898 schlossen sich der Anzeiger und die Westliche Post zusammen, und Dänzer zog sich, ebenso wie Emil Preetorius, der Chefredakteur der Westlichen Post, aus dem Geschäft zurück. Er verbrachte seinen Lebensabend in Deutschland, wo er 1906 in Neckarsulm verstarb.
In einem Nachruf nannte ihn die New York Times the Nestor of the German American press in the United States.
Ihm zu Ehren wurde die Grund- und Werkrealschule in seinem Geburtsort Odenheim in Carl-Dänzer-Schule umbenannt. Dies beschloss der Gemeinderat mit einmütigem Votum.

## Denkmal

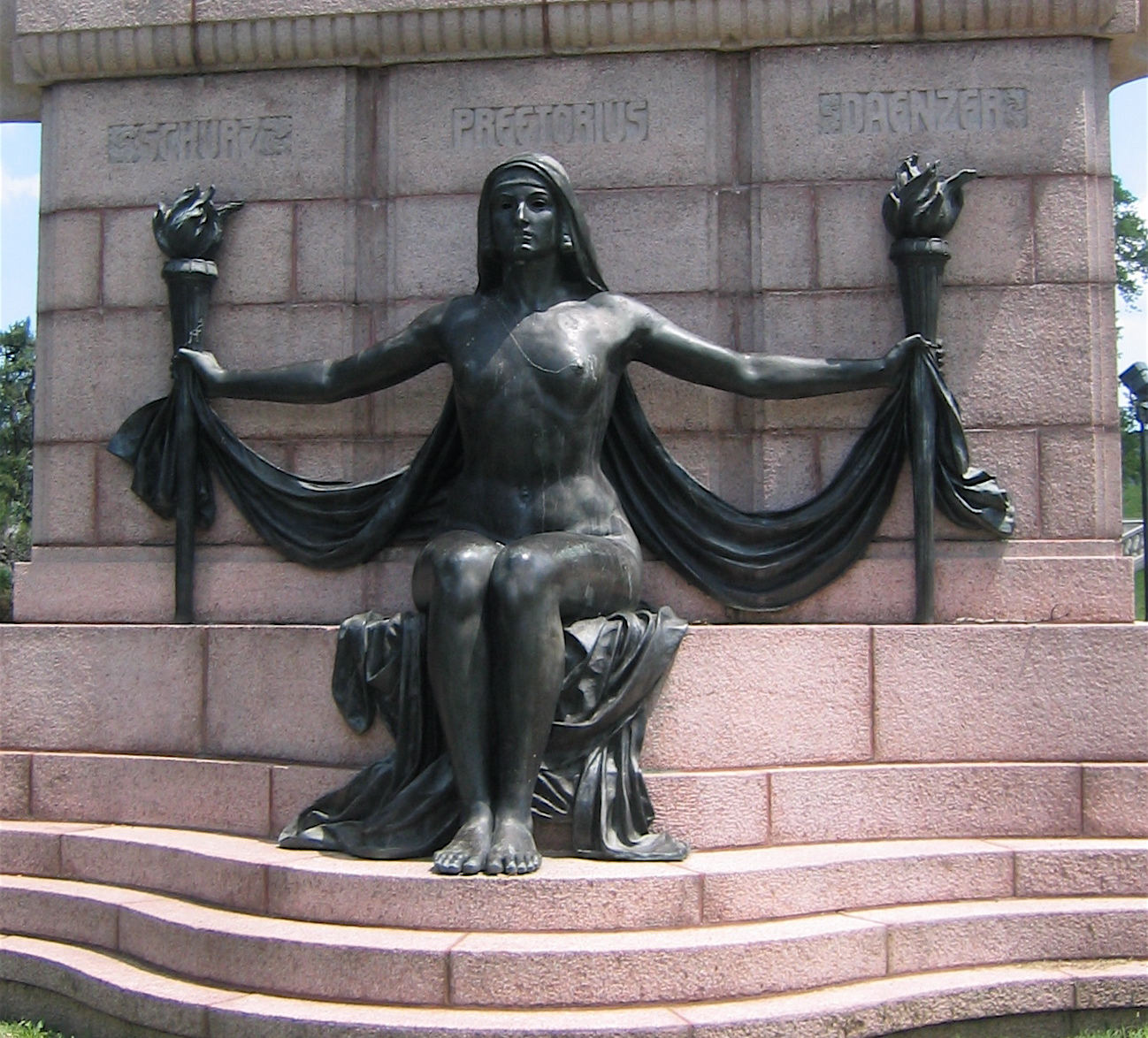
The Naked Truth

Die deutsch-amerikanisch Bevölkerungsgruppe (German-American Alliance) in St. Louis errichtete 1914 zur Erinnerung an Daenzer, Carl Schurz und Emil Preetorius das von Wilhelm Wandschneider gestaltete Denkmal mit der symbolträchtigen Figur „The Naked Truth“ (Die nackte Wahrheit).
Der deutschsprachige Teil der zweisprachigen Widmungsinschrift lautet:
ALS DEUTSCHAMERIKANER UND FÜHRER IHRER LANDSLEUTE IM ÖFFENTLICHEN LEBEN HATTEN SIE STETS DAS HOHE ZIEL VOR AUGEN, IHREM ADOPTIVVATERLANDE TREU ZU DIENEN. UNABHÄNGIGE CHARAKTERE FÜR ALLES GROSSE UND SCHÖNE: BEGEISTERT BRACHTEN SIE DIE EDELSTEN GÜTER DER KULTUR GERMANIAS MIT SICH UND LEGTEN SIE ZUM SEGEN ALLER KÜNFTIGEN GESCHLECHTER IN DEN SCHOSS COLUMBIAS.
IN NEIDLOSER ANERKENNUNG

IHRE DANKBAREN MITBÜRGER.